# Piribedil
A piribedil (INN) Parkinson-kór, nyugtalan láb szindróma és keringési rendellenességek kezelésére használt gyógyszer. Nem-ergot típusú részleges D2 és D3 dopamin receptor agonista a többi hasonló szertől eltérő tulajdonságokkal.
Előrehaladott Parkinson-kór ellen levodopával kombinálják.

## Mellékhatások, ellenjavallatok
A piribedil ellenjavallt kezeletlen magas vérnyomás és friss szívroham esetén.
Fokozott odafigyelés szükséges Raynaud-szindróma, lelki problémák, vesekárosodás, terhesség és szoptatás esetén.
A piribedil szedése során rendszeres szem- és vérnyomás-ellenőrzést kell végezni.
A leggyakoribb mellékhatások: orthostaticus hypotonia, szédülés, álmosság, esetenként hirtelen elalvás (sleep attack), lábgörcsök, (en), hányinger és hallucináció. Az emésztőrendszeri mellékhatások jól uralhatók domperidonnal. Az alkohol felerősítheti a mellékhatásokat.
A piribedil csökkenti a fogamzásgátló tabletták hatékonyságát.

## Adagolás
Parkinson-kór ellen a szokásos adag napi 150–250 mg szájon át, 3–5 részre osztva. A bevétel után 10–15 percig ülve vagy fekve kell maradni, és tartózkodni a hirtelen mozdulatoktól.
Keringési rendellenességek esetén a kezdő adag 50 mg naponta egyszer, egy hétig, melyet súlyos esetben 2×50 mg-ra lehet emelni.
A piribedilt étkezés után kell bevenni.

## Készítmények
A nemzetközi gyógyszerkereskedelemben:
- Circularina
- Pronoran
- Trivastal
- Trivastan

Magyarországon nincs forgalomban.